# Te Poi
La ville de Te Poi est une petite localité rurale située dans la région de Waikato dans l’ Île du Nord de la Nouvelle-Zélande.

## Situation
Elle est nichée à la base de la chaîne spectaculaire de Kaimai (en) et a été fondée en 1912.

## Activités économiques
Te Poi est une partie d’une zone agricole florissante, particulièrement pour l’élevage laitier, le l’élevage des chevaux mais aussi pour la culture céréalière.
Le village est desservi par un garage, un café, un pub/restaurant et de nombreuses autres activités et en particulier des courts de tennis publics.

## Loisirs
Il y a aussi de belles truites à pécher à proximité  

## Accès
Te Poi, est à 40 minutes de la ville de Tauranga, à 35  minutes de la ville de  Rotorua, à 45 minutes de celle d’Hamilton, à 2 heures de la station de ski du Mont Ruapehu sur le Plateau Central et à 2 heures de voiture d’Auckland.

## Histoire et culture
La ville de Te Poi a construit un mémorial en 1922  pour commémorer les soldats tombés pendant la Première guerre mondiale.
Un autre mémorial a été construit pour ses enfants tombés lors de la Seconde guerre mondiale.
Te Poi était le site du ‘ Sunny Park-Hinuera ‘ de la Coopérative ‘Dairy Company’, connue pour sa production de caséine.
En 1983, les bâtiments de ‘Sunny Park’ furent mis en actions après la fusion avec la ‘Waikato Dairy Company’.
Le village a subi la perte de l’usine aussi du fait de sa localisation centrale
La ville a célébré le centenaire du district le 31 mars 2012.

### Marae
Te Poi a trois maraes, affiliés avec l’hapū des Ngāti Raukawa (en).
- Le Marae Rengarenga  est affilié avec les Ngāti Mōtai (en) et les Ngāti Te Apunga (en).
- Le Marae Te Omeka  et la maison de rencontre de Tiriki Teihaua sont affiliés avec les Ngāti Kirihika (en).
- Le Marae Te Ūkaipō et la maison de rencontre de Wehiwehi sont affiliés avec les Ngāti Kirihika (en) et les Ngāti Wehiwehi (en) [1] , [2].

## Éducation
Le village a une école primaire.
Les enfants plus âgés vont à la ville de Matamata avec le bus en 10 minutes,pour leur scolarisation en secondaire.